# Calaichthys tehul
Calaichthys tehul è un pesce osseo estinto, appartenente ai redfieldiiformi. Visse nel Triassico medio (Anisico, circa 245-244 milioni di anni fa) e i suoi resti fossili sono stati ritrovati in Sudamerica.

## Descrizione
Questo pesce era di piccole dimensioni, e non superava la lunghezza di 6 centimetri. Possedeva un corpo affusolato, una grande testa e scaglie ricoperte di ganoina. Calaichthys mostra una combinazione di caratteri primitivi (ad esempio una regione posteriore profonda della mascella a contatto con il preopercolo, un suspensorium orientato all'indietro) e caratteri più avanzati (come i raggi delle pinne segmentati distalmente, la pinna caudale emieterocerca) che lo identificano come un subolosteo, mentre altri caratteri (unico raggio branchiostegale piastriforme, una placca golare mediana, pinne pettorali con raggi robusti, rigidi, principalmente non segmentati e ramificati distalmente, fulcri frangiati lunghi e robusti in tutte le pinne, fulcri basali che delimitano entrambi i lobi della pinna caudale e pinne dorsale e anale opposte) permettono di ascriverlo ai redfieldiiformi. 
Calaichthys era caratterizzato da una combinazione di caratteri, alcuni dei quali unici tra i redfieldiiformi, ovvero le scaglie fortemente ornate ma sottili e con un margine posteriore seghettato, ossa del tetto cranico lisce, extrascapolari con un margine posteriore bifido, tre ossa suborbitali, un preopercolo a forma di accetta, opercolo rettangolare e sottile, ampia apertura boccale, entopterigoide ed ectopterigoide con piccoli denti appuntiti disposti in più serie, osso rostrale senza ornamenti, pinne pettorali massicce e pinne dorsali, pelviche e anali di struttura delicata.

## Classificazione
Calaichthys era un rappresentante dei redfieldiiformi, un gruppo di pesci subolostei tipici del Triassico e del Giurassico inferiore. In particolare, Calaichthys è il primo redfieldiiforme noto in Sudamerica. 
Calaichthys tehul venne descritto per la prima volta nel 2017, sulla base di alcuni esemplari ben conservati provenienti dalla formazione Cerro de Las Cabras, nel Bacino di Cuyo nella Provincia di Mendoza in Argentina, in terreni di origine dulciacquicola risalenti all'Anisico. 

## Importanza paleogeografica
La scoperta di Calaichthys ha permesso di corroborare l'ipotesi secondo la quale i redfieldiiformi ebbero origine nel Gondwana, mostrando due picchi di diversità nell'Anisico e nel Carnico. Calaichthys è coevo di alcuni redfieldiiformi dell'Anisico dell'Africa e dell'Australia che abitavano laghi effimeri.